# 샤한샤
샤한샤(페르시아어: شاهنشاه)는 페르시아어로 "샤(왕) 중의 샤(왕)", 즉 왕중왕을 뜻하는 단어로 페르시아 제국의 황제 칭호이다. 샤한샤란 명칭은 아케메네스 제국의 다리우스 1세가 고대 페르시아어 비문에 처음으로 자칭한 칭호 "흐샤야시야 흐샤야시야남"(χyaθiya χyaθiynm)에 기원하는 단어로, 다리우스 1세 이후 페르시아 제국 군주 명칭으로 전해지고 있다. 이후 사산 제국에서 "흐샤야시야 흐샤야시야남"의 중세 페르시아어 표기인 "샤한샤"를 황제의 칭호로 사용하면서 샤한샤는 페르시아 제국 황제들의 공식 칭호로 정착하게 되었다.